# Міліс
Міліс (італ. Milis, сард. Milis) — муніципалітет в Італії, у регіоні Сардинія,  провінція Ористано.
Міліс розташований на відстані близько 390 км на південний захід від Рима, 105 км на північний захід від Кальярі, 18 км на північ від Ористано.
Населення — 1577 осіб (2014).

## Демографія
Населення за роками:

Станом на 1 січня 2023 року в муніципалітеті офіційно проживало 11 іноземців з 6 країн, серед них 7 громадян країн Євросоюзу.

## Сусідні муніципалітети
- Бауладу
- Бонаркадо
- Сан-Веро-Міліс
- Сенеге
- Траматца